# ソンミ (モデル)
ソンミ（Sonmi、1989年1月11日 - ）は、大阪府出身の在日韓国人女性ファッションモデル。プラチナムプロダクションに所属していた。

## 人物
- 在日韓国人4世[2]。
- 父親とともにマカオでの賭博事業（カムペックカジノ・金碧娯楽場）に深く携わっていると自称する[3]。
- 父親は　朴（木村）寿一であり　在日コリアンで初めてマカオでカジノ「Canpak」を経営。ソムリエの資格者であり　民族音楽のヘグム奏者である。

- 2012年、大阪オートメッセイメージガールに清田絵里加、田邉梨絵、志摩マキと共に選ばれる[4][5]。
- 2018年12月29日放送の『有吉反省会』にて、セレブキャラは事務所の戦略だった事を告白。幼少期に両親は離婚し、母子家庭だったので苦労した[6]。
- 学生時代　母子家庭で苦労したとテレビ・SNS等で発言しているが　各種学校扱いの私立の学校を卒業しており、苦労するというよりセレブな方である。
  - それ以前の2013年7月3日放送分の『ドラゴンレイディ 3』で嘘を許せなかったデヴィ・スカルノから「偽セレブ」と指摘されていた[7]。

## 出演

### バラエティ
- CSテレ朝ナビ!!スペシャル（テレビ朝日） - ソンミ役[8]

### PV
- MOOMIN「Angel feat.COMACHI」
- HAN-KUN「KEEP IT BLAZING」

### 舞台
- ミュージカル舞台『GOLD RUSH』（2017年3月17日 - 19日）ゲスト出演

### モデル
- 雑誌MAQUIA
- ChouChou MOOK「骨筋メイク」
- モニカコッポラ ヘアショー
- パランセ 2010コレクションモデル（web CM）

### ラジオ
- DJ KO-TAROのGirls A GO!GO!（MBSラジオ）

### ディスコグラフィ

#### アルバム
|            | 発売日         | タイトル | 規格品番   | 規格品番   |
| 初回限定盤 | 発売日         | タイトル | 通常盤     |            |
| ---------- | -------------- | -------- | ---------- | ---------- |
| 1st        | 2017年11月22日 | ONE      | TKCA-74593 | TKCA-74594 |